# ほんの少しだけ
「ほんの少しだけ」（ほんのすこしだけ）は、槇原敬之の35枚目のシングル。2006年2月1日発売。発売元は東芝EMI（現：ユニバーサルミュージック）。

## 解説
HOME MADE 家族のMC、KUROが作詞とゲストボーカル（ラップ）で参加。TBS系『日立 世界・ふしぎ発見!』エンディングテーマ。テレビ神奈川『saku saku』 2006年2月度エンディングテーマ。カップリング曲「Gazer」は鈴木雅之提供曲のセルフカバー。アルバムには未収録。CD EXTRA仕様で、ジャケットのスクリーンセーバー入り。
MVには当時小学1年生であった松野莉奈(のちに私立恵比寿中学に在籍、2017年2月8日に18歳で夭折)が出演していた。

## 収録曲
作詞・作曲・編曲：槇原敬之（特記以外）　作詞：槇原敬之・KURO（1）
1. ほんの少しだけ feat. KURO from HOME MADE 家族
2. Gazer
3. ほんの少しだけ feat. KURO from HOME MADE 家族（Backing Track）
4. Gazer（Backing Track）